# Vindická marka

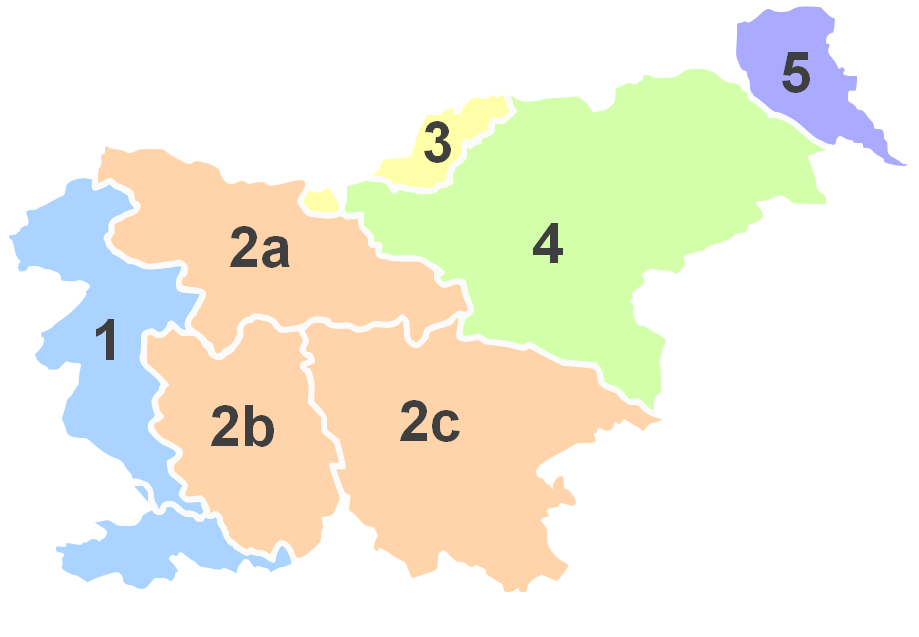
Historická území Slovinska:
1 Přímoří; Kraňsko: 2a Horní Kraňsko
2b Vnitřní Kraňsko, 2c Dolní Kraňsko
3 Korutany; 4 Dolní Štýrsko; 5 Zámuří

Slovinský klobouk, znak Vindické marky.

Vindická marka (slovinsky: Slovenska krajina, Slovenska marka, německy: Windische Mark) je historické území na pomezí Kraňska a Chorvatska, tzv. Dolní Kraňsko. Od roku 1276 patřilo hrabatům z Gorice, v roce 1374 ho ovládli Habsburkové a stalo se součástí Kraňska. Dnes je součástí Slovinska.